# Marc-Vivien Foé
Marc-Vivien Foé (Yaundé, 1 de mayo de 1975-Stade Gerland, Lyon, 26 de junio de 2003) fue un futbolista camerunés que se desempeñaba como mediocampista central.

## Carrera
Foé comenzó su carrera semiprofesional con el Canon Yaoundé en la liga camerunesa. Participó en la Copa Mundial de Fútbol de 1994 y rápidamente fue traspasado al fútbol de Francia a jugar para el Racing Club de Lens en la Ligue 1, ganando el título en 1998.
Fue fichado por el Manchester United, pero tuvo una fractura en la pierna antes de terminar algunos acuerdos para su transacción que casi era un hecho en aquel tiempo. A consecuencia de la lesión, perdió la oportunidad de participar en la Copa Mundial de Fútbol de 1998 y de jugar con "Los diablos rojos". Se recuperó y consiguió jugar en la FA Premier League cuando fue fichado por el West Ham United en 1999.
Volvió a jugar en Francia pero ahora para el Olympique Lyonnais en el 2000. En aquel mismo año, sufrió un ataque de malaria del cual se recuperó, siguió jugando y ganó con su equipo la Copa de la Liga Francesa en 2001 y el título de la Liga Francesa en 2002.
Foé retornó a la FA Premier League cuando fue cedido al Manchester City (su último club) donde tuvo una temporada exitosa.

## Selección nacional
Fue internacional con la selección de fútbol de Camerún desde 1993. Debutó contra México y en total tuvo 64 apariciones con la selección de su país. En el 2002 jugó un partido amistoso ante la Argentina, previo al mundial de ese año.

### Participaciones en Copas del Mundo
| Copa              | Sede                | Resultado    | Partidos | Goles |
| ----------------- | ------------------- | ------------ | -------- | ----- |
| Copa Mundial 1994 | Estados Unidos      | Primera fase | 3        | 0     |
| Copa Mundial 2002 | Corea del Sur Japón | Primera fase | 3        | 0     |

### Participaciones en Copa Africana de Naciones
| Copa                           | Sede          | Resultado        | Partidos | Goles |
| ------------------------------ | ------------- | ---------------- | -------- | ----- |
| Copa Africana de Naciones 1996 | Sudáfrica     | Primera fase     | 3        | 0     |
| Copa Africana de Naciones 1998 | Burkina Faso  | Cuartos de final | 3        | 0     |
| Copa Africana de Naciones 2000 | Ghana Nigeria | Campeón          | 6        | 2     |
| Copa Africana de Naciones 2002 | Mali          | Campeón          | 6        | 1     |

### Participaciones en Copa FIFA Confederaciones
| Copa                           | Sede                | Resultado    | Partidos | Goles |
| ------------------------------ | ------------------- | ------------ | -------- | ----- |
| Copa FIFA Confederaciones 2001 | Corea del Sur Japón | Primera fase | 3        | 0     |
| Copa FIFA Confederaciones 2003 | Francia             | Subcampeón   | 3        | 0     |

## Muerte
En junio de 2003, Foé fue parte de la selección de Camerún que participó en la Copa FIFA Confederaciones. Jugó en las victorias ante Brasil y Turquía, y descansó para el partido contra Estados Unidos, con Camerún ya clasificada. 
El 26 de junio de 2003, Camerún disputó la semifinal ante la selección de fútbol de Colombia, celebrada en el Estadio Gerland de Lyon. En el minuto 78 del partido Foé sufrió una arritmia maligna provocada por la hipertrofia del ventrículo izquierdo del corazón y se desplomó sobre el terreno de juego. El jugador colombiano Elson Becerra y Jairo Patiño fueron los primeros en acudir en su ayuda, y los médicos de la FIFA Alfred Muller y Olivier Assamba intentaron reanimarle durante 52 minutos tras su caída. En un principio se rumoreó que la causa de muerte fue una aneurisma. Días antes del partido sufrió una gastroenteritis, por lo que su esposa, quien había dado a luz al tercer hijo de Foé diez días antes,  estando ambos presentes en la semifinal de la Copa FIFA Confederaciones de aquel año, le recomendó no jugar el partido.
Su muerte conmocionó al mundo futbolístico debido a las imágenes de Foé inconsciente con ojos en blanco sobre el terreno de juego. Una primera autopsia no determinó la causa exacta de la muerte, pero una segunda concluyó que la muerte de Foé estuvo relacionada con el corazón, como lo descubrió la evidencia de una miocardiopatía hipertrófica, condición hereditaria conocida por aumentar el riesgo de muerte súbita durante el ejercicio físico. Así lo confirmó el fiscal francés, Xavier Richaud.

### Funerales

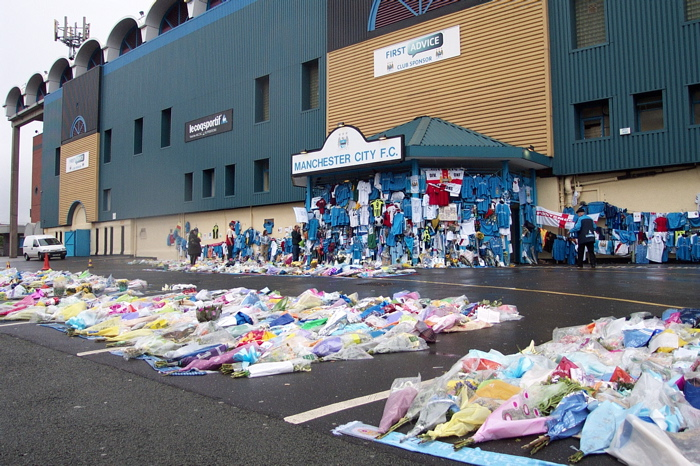
Homenaje de la afición del Manchester City a Foé tras su fallecimiento.

Al regresar el fallecido Marc Foé a Camerún, fue recibido por una multitud en las calles, quienes expresaron su agradecimiento y la tristeza por su partida. Su cuerpo fue llevado al Estadio de Yaundé, donde más de cincuenta mil personas asistieron para despedir al jugador, guardando un emotivo minuto de silencio. Durante la ceremonia, se produjo un pequeño incidente aislado con una colchoneta, la cual se quemó por causas desconocidas.
Más de tres mil personas llegaron a su ceremonia fúnebre en la Catedral de Nuestra Señora de la Victoria de Yaundé (Cathédrale Notre-Dame-des-Victoires de Yaoundé) donde asistió toda su familia y sus compañeros de la selección camerunesa; el Presidente de la FIFA, Joseph Blatter, quien se mostró conmocionado por su muerte, junto con algunos representantes de federaciones africanas de fútbol, y representantes de los equipos Manchester City y Lens de Francia, donde Marc jugó. Se realizó un Funeral de Estado, encabezado por el presidente de Camerún, Paul Biya, acompañado de representantes del gobierno, seguido de un día de luto en memoria del jugador.
Sus restos fueron llevados a Nkoimeyang, un pueblo a las afueras de Yaundé, donde fue despedido con rituales tradicionales de su cultura, para luego ser sepultados en los jardines de un campo deportivo, cerca de la casa del futbolista, que el mismo Foé pidió construir para incentivar el deporte y la actividad física en el país.

### Homenajes posteriores

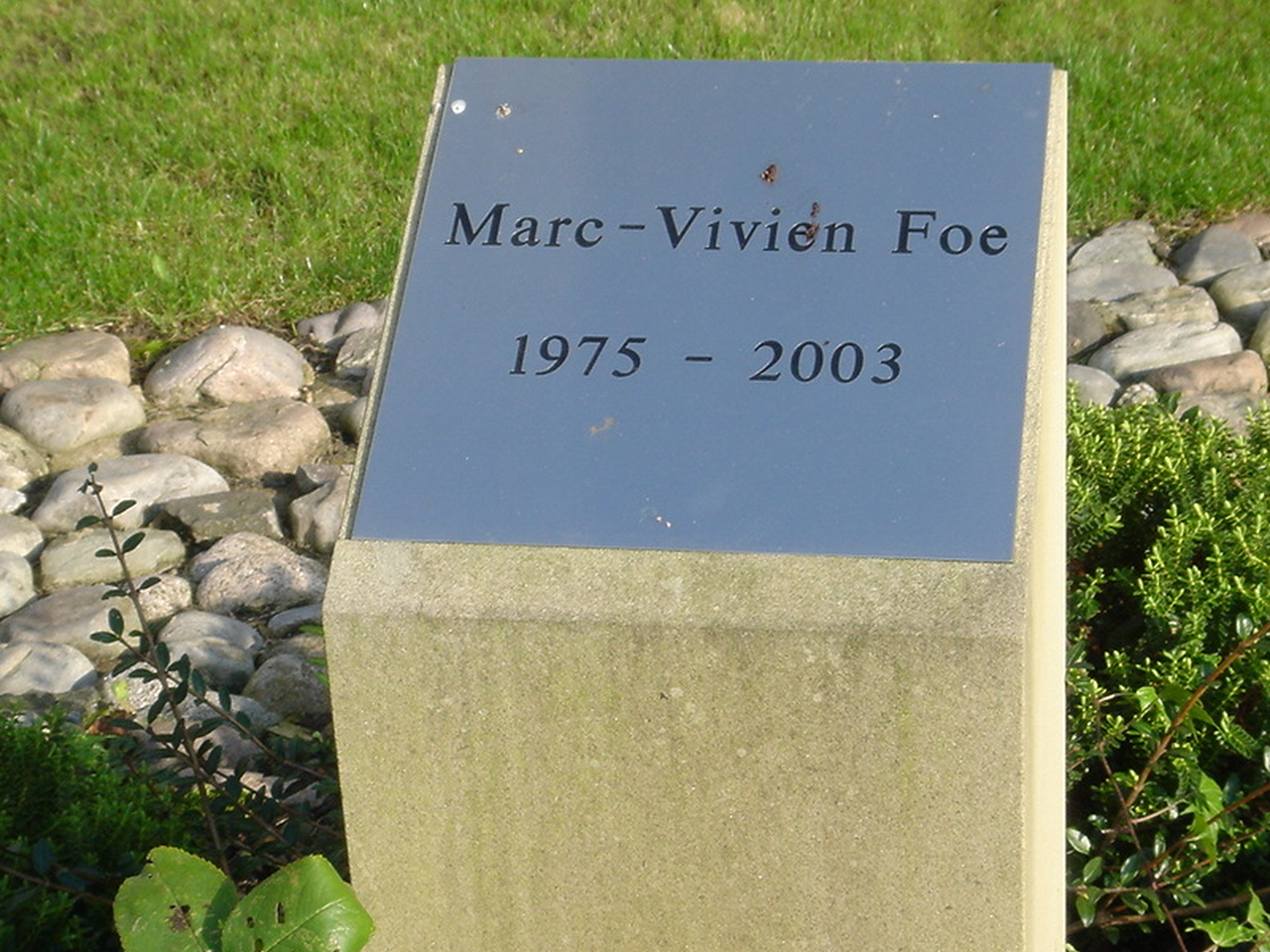
Placa de tributo en el City of Manchester Stadium.

Luego de haber sido comunicada la muerte de Foé, en la otra semifinal de la misma Copa Confederaciones 2003, Thierry Henry y otros jugadores tanto de Francia como de Turquía, apuntaron al cielo en homenaje al jugador fallecido.
Durante la ceremonia de coronación de la Copa FIFA Confederaciones 2003, el capitán del seleccionado francés, Marcel Desailly, posó junto a los integrantes de su equipo campeón, sosteniendo un retrato de Foe.
Muchas sugerencias de como de honrar la vida de Marc-Vivien Foé se hicieron después de su muerte, se sugirió que la Copa Confederaciones y el Stade Gerland cambiaran llevando el nombre del jugador. Su primer club, Lens de Francia, ha dado su nombre a una avenida cerca del estadio Félix Bollaert. 
El mánager del Manchester City, Kevin Keegan anunció que desde la fecha de la muerte de Foé ningún jugador utilizará la camiseta número 23, que era la que Marc-Vivien usaba. En el campo de juego del City of Manchester Stadium, hay un pequeño monumento conmemorativo a él en el jardín del estadio, y en las paredes del túnel de los jugadores hay placas puestas por los partidarios con sus nombres, conocido como el Paseo de orgullo. La primera placa en la pared es de Marc y dice: «Marc-Vivien Foé 1975-2003».
Además, Lens y Olympique de Lyon retiraron el número 17 de sus camisetas en honor a él, quien jugó en ambos equipos. Sin embargo, el Lyon en 2008 decidió retirar esta condición de su equipo en una ocasión, gracias a la llegada del camerunés Jean II Makoun, quien en relación con esta decisión de su nuevo equipo declaró: 

En memoria de Marc, para mí y para todo el Camerún, esto será por algo.
Jean Makoun en su presentación con el Olympique de Lyon.

Samuel Eto'o, gran amigo de Foé, le dedicó un gol en la final de la Copa del Rey que disputó ese año con el Mallorca. Antes del saque de inicio de la final de la Copa Confederaciones 2009 entre Estados Unidos y Brasil, su hijo, Marc Scott, dio un breve discurso en memoria de su padre. En la Copa FIFA Confederaciones 2013, en la semifinal entre Brasil y Uruguay se hizo un minuto de silencio antes del partido por los 10 años de su muerte.
El seleccionado de Camerún en 2017 se consagró campeón de la Copa Africana de Naciones 2017 en Gabón, venciendo a su similar de Egipto por 2 a 1 en la final del torneo continental, título que le dio el cupo africano a los Leones Indomables para disputar la Copa Confederaciones 2017 en Rusia.
En la ceremonia de premiación, los jugadores de cameruneses vistieron una camiseta conmemorativa en la cual en su parte delantera se mostraba la frase Forever Cameroon («Por siempre Camerún»), y en su parte posterior, la palabra Champion y el número 17, aludiendo al año 2017 y al jugador fallecido, quien les entregó la última Copa Africana de Naciones en 2002 y fue parte del equipo subcampeón de la Copa FIFA Confederaciones 2003.

## Estadísticas

### Clubes
| Club                        | Temporada     | Div.          | Liga  | Liga  | Copas nacionales | Copas nacionales | Copa de la Liga | Copa de la Liga | Torneos internacionales | Torneos internacionales | Total | Total |
| Club                        | Temporada     | Div.          | Part. | Goles | Part.            | Goles            | Part.           | Goles           | Part.                   | Goles                   | Part. | Goles |
| --------------------------- | ------------- | ------------- | ----- | ----- | ---------------- | ---------------- | --------------- | --------------- | ----------------------- | ----------------------- | ----- | ----- |
| Racing Club de Lens Francia | 1994-95       | 1.ª           | 15    | 3     |                  |                  |                 |                 |                         |                         | 15    | 3     |
| Racing Club de Lens Francia | 1995-96       | 1.ª           | 19    | 2     |                  |                  |                 |                 |                         |                         | 19    | 2     |
| Racing Club de Lens Francia | 1996-97       | 1.ª           | 28    | 2     |                  |                  |                 |                 |                         |                         | 28    | 2     |
| Racing Club de Lens Francia | 1997-98       | 1.ª           | 18    | 2     |                  |                  |                 |                 | 0                       | 0                       | 18    | 2     |
| Racing Club de Lens Francia | 1998-99       | 1.ª           | 5     | 2     |                  |                  |                 |                 | 1                       | 0                       | 6     | 2     |
| Racing Club de Lens Francia | Total         | Total         | 85    | 11    |                  |                  |                 |                 | 1                       | 0                       | 86    | 11    |
| West Ham United Inglaterra  | 1998-99       | 1.ª           | 13    | 0     | 0                | 0                | 0               | 0               | 0                       | 0                       | 13    | 0     |
| West Ham United Inglaterra  | 1999-00       | 1.ª           | 25    | 1     | 1                | 0                | 3               | 0               | 3                       | 1                       | 32    | 2     |
| West Ham United Inglaterra  | Total         | Total         | 38    | 1     | 1                | 0                | 3               | 0               | 3                       | 1                       | 45    | 2     |
| Olympique de Lyon Francia   | 2000-01       | 1.ª           | 25    | 1     | 3                | 0                | 3               | 0               | 8                       | 1                       | 39    | 2     |
| Olympique de Lyon Francia   | 2001-02       | 1.ª           | 18    | 2     | 0                | 0                | 0               | 0               | 8                       | 0                       | 26    | 2     |
| Olympique de Lyon Francia   | Total         | Total         | 43    | 3     | 3                | 0                | 3               | 0               | 16                      | 1                       | 65    | 4     |
| Manchester City Inglaterra  | 2002-03       | 1.ª           | 35    | 9     | 1                | 0                | 2               | 0               | 0                       | 0                       | 38    | 9     |
| Total carrera               | Total carrera | Total carrera | 201   | 24    | 5                | 0                | 8               | 0               | 20                      | 2                       | 234   | 26    |

### Selección nacional
| Selección | Año   | Partidos | Goles |
| --------- | ----- | -------- | ----- |
| Camerún   | 1993  | 2        | 0     |
| Camerún   | 1994  | 6        | 0     |
| Camerún   | 1995  | 2        | 1     |
| Camerún   | 1996  | 4        | 0     |
| Camerún   | 1997  | 6        | 0     |
| Camerún   | 1998  | 5        | 0     |
| Camerún   | 1999  | 2        | 0     |
| Camerún   | 2000  | 8        | 3     |
| Camerún   | 2001  | 9        | 2     |
| Camerún   | 2002  | 14       | 2     |
| Camerún   | 2003  | 4        | 0     |
| Total     | Total | 62       | 8     |
| Fuente:   |       |          |       |

#### Goles internacionales
| N.º     | Fecha                   | Lugar                               | Part. | Rival        | Gol | Resultado | Competición                                          |
| ------- | ----------------------- | ----------------------------------- | ----- | ------------ | --- | --------- | ---------------------------------------------------- |
| 1       | 24 de diciembre de 1995 | Estadio Ahmadou Ahidjo, Yaundé      | 10    | Liberia      | 1-0 | 1-0       | Partido amistoso                                     |
| 2       | 22 de enero de 2000     | Estadio Ohene Djan, Acra            | 28    | Ghana        | 1-0 | 1-1       | Copa Africana de Naciones 2000                       |
| 3       | 6 de febrero de 2000    | Estadio Ohene Djan, Acra            | 31    | Argelia      | 2-0 | 2-1       | Copa Africana de Naciones 2000                       |
| 4       | 19 de abril de 2000     | Estadio Ahmadou Ahidjo, Yaundé      | 34    | Somalia      | 2-0 | 3-0       | Clasificación para la Copa Mundial de Fútbol de 2002 |
| 5       | 1 de julio de 2001      | Estadio Ahmadou Ahidjo, Yaundé      | 42    | Togo         | 2-0 | 2-0       | Clasificación para la Copa Mundial de Fútbol de 2002 |
| 6       | 14 de julio de 2001     | Estadio de la Independencia, Lusaka | 43    | Zambia       | 1-0 | 2-2       | Clasificación para la Copa Mundial de Fútbol de 2002 |
| 7       | 7 de enero de 2002      | Estadio del 4 de Agosto, Uagadugú   | 45    | Burkina Faso | 1-0 | 3-1       | Partido amistoso                                     |
| 8       | 7 de febrero de 2002    | Estadio del 26 de Marzo, Bamako     | 51    | Malí         | 3-0 | 3-0       | Copa Africana de Naciones 2002                       |
| Fuente: |                         |                                     |       |              |     |           |                                                      |

## Palmarés

### Títulos nacionales
| Título                     | Club                | País    | Año     |
| -------------------------- | ------------------- | ------- | ------- |
| Copa de Camerún            | Canon Yaoundé       | Camerún | 1993    |
| Division 1                 | Racing Club de Lens | Francia | 1997-98 |
| Copa de la Liga de Francia | Olympique de Lyon   | Francia | 2000-01 |
| Division 1                 | Olympique de Lyon   | Francia | 2001-02 |

### Títulos internacionales
| Título                    | Club            | Sede          | Año  |
| ------------------------- | --------------- | ------------- | ---- |
| Copa Intertoto de la UEFA | West Ham United | Metz          | 1999 |
| Copa Africana de Naciones | Camerún         | Ghana Nigeria | 2000 |
| Copa Africana de Naciones | Camerún         | Mali          | 2002 |

### Distinciones individuales
| Distinción                                                  | Año  |
| ----------------------------------------------------------- | ---- |
| Balón de bronce en Copa FIFA Confederaciones (póstumamente) | 2003 |